# Алессандро П'єріні
Алессандро П'єріні (італ. Alessandro Pierini, нар. 22 березня 1973, В'яреджо) — італійський футболіст, що грав на позиції захисника за низку італійських команд та іспанську «Кордову». По завершенні ігрової кар'єри — тренер.

## Клубна кар'єра
Народився 22 березня 1973 року в місті В'яреджо. Вихованець футбольної школи клубу «Удінезе», до складу головної команди якого почав залучатися з 1991 року. 
Грав за команду з Удіне до 1999 року, в якому перейшов до «Фіорентини». У цій команді провів три сезони, а в розіграші 2000/01 виборов у її складі титул володаря Кубка Італії.
Згодом з 2002 по 2004 рік грав у складі команд «Реджина», «Парма» та «Удінезе», після чого перебрався до Іспанії, ставши гравцем «Расінга» (Сантандер). У цій команді не зумів пробитися до основного складу, але залишився в Іспанії, приєднавшись на початку 2005 року до лав «Кордови», у складі якої провів чотири з половиною сезони, граючи у другому і третьому іспанських дивізіонах.

## Виступи за збірну
У лютому 2001 року провів свою єдину офіційну гру у складі національної збірної Італії.

## Кар'єра тренера
Розпочав тренерську кар'єру відразу ж по завершенні кар'єри гравця, 2009 року, увійшовши до тренерського штабу клубу «Кордова» як асистент головного тренера. За рік очолив другу команду клубу.
Протягом 2012–2013 років тренував команду нижчолігової іспанської «Ронди», після чого продовжив тренерську кар'єру на батьківщині.
| Дата      | Місто | Господарі | Результат | Гості     | Турнір           | Голи | Примітки |
| --------- | ----- | --------- | --------- | --------- | ---------------- | ---- | -------- |
| 28-2-2001 | Рим   | Італія    | 1 – 2     | Аргентина | товариський матч | -    |          |
| Усього    |       | Матчів    | 1         |           | Голів            | 0    |          |

## Титули і досягнення
- Володар Кубка Італії (1):

«Фіорентина»: 2000-2001